# Gašper Rifelj
Gašper Rifelj, slovenski pevec, * 2. september 1990, Novo mesto.
Rojen je bil v Novem mestu, sicer pa prihaja iz Ždinje vasi. Svojo prvo pesem »Ljubim, ljubiš« je posnel leta 2007 in jo brez uspeha poslal na razpis za Melodije morja in sonca. Istega leta je nase opozoril z zmago na prvem slovenskem spletnem glasbenem tekmovanju Hitmania. Za nagrado je prejel pogodbo z založbo Nika Records. Dve leti pozneje je nastopil na dveh slovenskih festivalih: Slovenski popevki s »Ti veš« in Narečni popevki z »Brez Dolenca ni Slovenca«. Leta 2009 se je poskusil prijaviti tudi na Emo, a je bila njegova skladba »Greva do neba« izbrana le kot rezerva, tako da na samem festivalu ni nastopil. Na oder Slovenske popevke se je ponovno vrnil že leto pozneje (»Mozaik«), nazadnje pa je na njej nastopil leta 2012 (»Manj je več«). Leta 2011 je sodeloval v Misiji Evrovizija, izboru za slovenskega predstavnika na Pesmi Evrovizije 2012 v Bakuju. Kot edinemu moškemu se mu je uspelo uvrstiti med prvo osmerico, kjer pa je izpadel prvi in končal na 8. mestu.
Igra na diatonično harmoniko in kitaro. Petja se je učil pri Nacetu Junkarju in Nataši Nahtigal. Obiskoval je Konservatorij za glasbo v Novem mestu.
Sodeloval je z uveljavljenimi avtorji, kot so Bilbi, Gregor Stermecki, Raay, Matjaž Jelen, Miro Buljan, Gaber Radojevič in Lea Sirk.
Bil je eden izmed tekmovalcev 2. sezone šova Zvezde plešejo na POP TV (2018). S soplesalko Majo Geršak sta se prebila do finala in zasedla 2. mesto. Z Geršakovo sta postala par tudi zasebno.
V vlogi leva Alexa je nastopal v muzikalu Madagascar (po istoimenskem animiranem filmu) v Špas teatru, ki je premiero doživel 29. septembra 2018.

## Nastopi na glasbenih festivalih

### Slovenska popevka
- 2009: Ti veš (Goran Belenko/Miša Čermak) – nagrada strokovne žirije za najboljše besedilo, 2. mesto
- 2010: Mozaik (Raay/Dantaya) – 3. mesto
- 2012: Manj je več (Matjaž Jelen/Leon Oblak) – 4. mesto
- 2017: Utrip srca (Martin Štibernik/Gašper Rifelj, Klavdija Uršej)
- 2019: Dovolj je poletja (z Evo Boto)

### Festival narečnih popevk
- 2009: Brez Dolen'ca ni Slovenca (Raay/Darinka Kovač)

### Melodije morja in sonca
- 2015 : Ljubezen dela čudeže (z Evo Boto) (Gaber Radojevič, Lea Sirk) – 5. mesto

## Diskografija

### Nefestivalski singli
- In si ti (Gašper Rifelj/Miša Čermak)
- 2007: Ljubim, ljubiš
- 2009: Greva do neba
- 2011: Kriv sem
- 2012: Zadihaj
- 2016: Čas
- 2018: Ljubljena
- 2018: Hotel za 2
- 2018: Čakaj me
- 2019: Moja ljubica – s Kvatropirci; priredba pesmi Jana Plestenjaka
- 2019: Manj je več – nova različica
- 2019: Dovolj je poletja − z Evo Boto; s Popevke
- 2020: Angel
- 2020: Moje dobro in slabo – z Jano Šušteršič
- 2020: Vse do neba
- 2020: Samo tvoj
- 2021: Dan za metulje
- 2021: Tvoje ime

## Zasebno
V zvezi je s plesalko Majo Geršak, s katero sta se spoznala med snemanjem oddaje Zvezde plešejo leta 2018. Maja 2021 se jima je rodil sin Brin, marca 2022 pa drugi sin Fran.